# 1335년

## 연호
- 원(元) 원통(元統) 3년 / 지원(至元) 원년
- 일본(日本) 겐무(建武) 2년
- 쩐 왕조(陳朝) 카이흐우(開佑) 7년

## 기년
- 고려(高麗) 충숙왕(忠肅王) 복위 4년
- 원(元) 혜종(惠宗) 3년
- 쩐 왕조(陳朝) 헌종(憲宗) 7년

## 사건
- 일 한국 붕괴(사실상 멸망)
- 자라이르 왕조 건국
- 추판 왕조 건국
- 인주 왕조 건국
- 무자파르 왕조 건국

## 탄생
- 11월 4일 - 조선의 제1대 국왕 태조. (~1408년)

## 사망
- 11월 30일 - 이란의 일칸 아부 사이드. (1305년~)
- 원 혜종의 황후인 다나슈리의 오빠 당기세. (?~)
- 원 혜종의 첫 번째 정궁황후 다나슈리 카툰. (1320년~)